# Iabtet
Iabtet (auch Jabtet) war eine Prinzessin der altägyptischen 4. Dynastie.

## Herkunft und Familie
Die genaue Einordnung Iabtets innerhalb der königlichen Familie der 4. Dynastie ist unklar. Hermann Junker vermutete aufgrund der Lage und der Architektur ihres Grabes, dass Pharao Chephren ihr Vater war. Peter Jánosi sieht in ihr hingegen nur eine Titularprinzessin, für die keine Hinweise für eine direkte königliche Abstammung vorliegen. Über einen Ehemann oder Kinder Iabtets ist nicht bekannt. Bei einem Kapunesut, genannt Kai, der in Inschriften im Grab der Iabtet erwähnt wird, scheint es sich nicht um einen Verwandten, sondern um einen Angestellten in ihrem Totenkult gehandelt zu haben.

## Titel
Iabtet trug folgende Titel: Königstochter, leibliche Königstochter, geliebte leibliche Königstochter, Besitzerin der Versorgung durch den Großen Gott.

## Grabstätte
Iabtet wurde in der Mastaba G 4650 auf dem Westfriedhof der Nekropole von Gizeh beigesetzt. In der Grabkapelle wurde eine Scheintür für Iabtet gefunden, die von Kapunesut aufgestellt worden war. In der Grabkammer wurde ein sogenannter Ersatzkopf entdeckt, der ein vergleichsweise realitätsnahes Porträt der Verstorbenen darstellt. Er befindet sich heute im Roemer- und Pelizaeus-Museum in Hildesheim (Inv.-Nr. 2384).